# Union bouddhiste de France
L’Union bouddhiste de France (UBF), fondée en 1986, est une fédération à but non lucratif, apolitique. Elle assure les liens entre 80 % des associations bouddhistes de France et l’ensemble des pouvoirs publics. À ce titre, elle regroupe des associations et congrégations bouddhistes régies par les lois du 1er juillet 1901 (Association loi de 1901) et du 9 décembre 1905, et leurs décrets d’application. 
Elle est membre de l'Union bouddhiste européenne.

## Histoire
L'Union bouddhiste de France est fondé en 1986 par Jacques Martin aidé de Bernard Lebeau.
L'UBF a son siège à la Pagode de Vincennes.
Depuis le 5 janvier 1997, l'UBF propose chaque dimanche matin l'émission Sagesses bouddhistes sur France 2. 
Depuis 2008, l'UBF est associée à la cérémonie des vœux du président de la République aux représentants des cultes.
En 2010, l'UBF participe à la fondation de Conférence des responsables de culte en France.
En 2012, l’UBF annonce un million de bouddhistes pratiquants, ce qui en fait la quatrième religion en France.
En 2012, l’UBF obtient la nomination d’aumôniers en milieu carcéral. Deux sont nommés, à Fresnes et Fleury-Merogis d’une part, et à Strasbourg d’autre part. En 2014, la nonne Lama Droupgyu, issue de la lignée des Kagyupa du bouddhisme tibétain, est le premier aumônier français bouddhiste des prisons à être nommé, portant à sept le nombre d'aumôniers bouddhistes des prisons françaises. 
L'UBF continue à exclure de ses membres la Soka Gakkai depuis 1986, et la Nouvelle Tradition Kadampa, les considérant comme « sectaires ».
Le 3 août 2017, l'UBF émet un communiqué de presse concernant ce qu'elle appelle le « scandale lié à Sogyal Rinpoché » et son comportement contraire à l'éthique bouddhiste, et suspend Rigpa France et Lérab Ling de la liste de ses membres, avant de lever cette mesure conservatoire en 2019.
Le 11 août, Sogyal Rinpoché démissionne de la direction de Rigpa, après ce que Rod Meade Sperry appelle des allégations, la laissant à un groupe d'anciens étudiants et de lamas tibétains

## Présidents
1. Jacques Martin (1986-2001)[17]
2. Patricia Gaden (mai 2001- décembre 2001)
3. Tampalawela Dhammaratana (2002-2003)
4. Roland Rech (président intérimaire en 2003[18])
5. Pierre Crépon (2003-2007)
6. Olivier Wang-Genh (2007-2012)
7. Marie-Stella Boussemart (2012-2015)[19]
8. Olivier Wang-Genh (2015-2021)
9. Antony Boussemart (2021-)[20] avec Jigmé Thrinle Gyatso